# مات غلاس
مات غلاس (بالإنجليزية: Matt Glass)‏ هو مصور أمريكي، ولد في 5 مارس 1981 في نيوجيرسي في الولايات المتحدة.